# Гайдуківка
Гайдуківка — колишнє село в Старобільському району Луганської області, зараз — північна частина села Калмиківка. В центрі села проходив струмок Гнила Плотва. Поруч знаходиться Дубовий яр.
В 1830-х роках, село мало назву Гайдуків. В 1868 році в селі нараховувалося 5 дворів.
В часи колективізації був створений колгосп імені «Будьонного». До 1933 року в селі було 327 дворів. Після Голодомору в селі залишилося лише 5 жінок, інші, або померли, або пішли з тих місць.
До німецько-радянської війни в селі було 100 дворів. Після війни село на картах вже не позначається.